# Aphonopelma phasmus
Aphonopelma phasmus é uma espécie de aranha pertencente à família Theraphosidae (tarântulas).